# Решёты (Свердловская область)
Решёты — посёлок в муниципальном округе Первоуральск Свердловской области России. 

## География
Посёлок Решёты расположен на правом берегу реки Решётки (правого притока реки Исети), в 19 километрах (по автотрассе в 20 километрах) к востоку-юго-востоку от города Первоуральску. В посёлке расположена станция Решёты на пересечении железной дороги Москва — Казань — Екатеринбург и Южного обхода Екатеринбурга (линия Хрустальная — Решёты — Седельниково — Арамиль — Косулино). В окрестностях расположены садовые участки, а в 0,7 километра к северу от посёлка проходит автодорога Пермь — Екатеринбург.

## Население
| 2002 | 2010 |
| ---- | ---- |
| 538  | ↗742 |